# 33 FC Budapesta
33 FC Budapesta a fost un club de fotbal din Ungaria care a evoluat în Cupa Challenge și în Campionatul Ungariei - Soproni Liga.

## Palmares
La nivel de Campionat cea mai bună performanță a clubului este obținerea locului 3 în ediția a III-a Soproni Liga 1902 - 1903.

33 FC Budapesta a participat în Cupa Challenge, cea mai bună performanță fiind finala competiției despre care se crede că aceasta nu s-a disputat niciodată. Adversara Wiener AC a câștigat competiția pentru că 33 FC nu s-ar fi prezentat.

## Denumiri
- 1900 : 33 FC
- 1926 : Budai 33
- 1929 : Budai 11
- 1949 : Ganzvillany
- 1957 : Dohánygyár